# Mosty (województwo świętokrzyskie)
Mosty – wieś w Polsce położona w województwie świętokrzyskim, w powiecie kieleckim, w gminie Chęciny.
W latach 1975–1998 miejscowość administracyjnie należała do województwa kieleckiego.

## Położenie
Wieś leży w widłach Białej i Czarnej Nidy. Jej zabudowania ciągną się długim pasem po obu stronach drogi, biegnącej wzdłuż południowo-zachodnich podnóży pasma Grzyw Korzeczkowskich.